# Saint-Firmin-des-Prés
Saint-Firmin-des-Prés és un municipi francès, situat al departament del Loir i Cher i a la regió de Centre – Vall del Loira. L'any 2007 tenia 788 habitants.

## Demografia

### Població
El 2007 la població de fet de Saint-Firmin-des-Prés era de 788 persones. Hi havia 308 famílies, de les quals 60 eren unipersonals (28 homes vivint sols i 32 dones vivint soles), 112 parelles sense fills, 112 parelles amb fills i 24 famílies monoparentals amb fills.
La població ha evolucionat segons el següent gràfic:
Habitants censats

### Habitatges
El 2007 hi havia 336 habitatges, 306 eren l'habitatge principal de la família, 15 eren segones residències i 15 estaven desocupats. 317 eren cases i 14 eren apartaments. Dels 306 habitatges principals, 249 estaven ocupats pels seus propietaris, 51 estaven llogats i ocupats pels llogaters i 6 estaven cedits a títol gratuït; 2 tenien una cambra, 9 en tenien dues, 58 en tenien tres, 82 en tenien quatre i 155 en tenien cinc o més. 250 habitatges disposaven pel capbaix d'una plaça de pàrquing. A 112 habitatges hi havia un automòbil i a 181 n'hi havia dos o més.

### Piràmide de població
La piràmide de població per edats i sexe el 2009 era:
| Homes | Edats   | Dones |
| ----- | ------- | ----- |
| 0     | 95 o +  | 4     |
| 0     | 90 a 94 | 0     |
| 0     | 85 a 89 | 4     |
| 8     | 80 a 84 | 0     |
| 8     | 75 a 79 | 4     |
| 24    | 70 a 74 | 16    |
| 12    | 65 a 69 | 16    |
| 16    | 60 a 64 | 4     |
| 20    | 55 a 59 | 20    |
| 24    | 50 a 54 | 28    |
| 56    | 45 a 49 | 32    |
| 24    | 40 a 44 | 36    |
| 24    | 35 a 39 | 24    |
| 36    | 30 a 34 | 28    |
| 12    | 25 a 29 | 20    |
| 20    | 20 a 24 | 20    |
| 32    | 15 a 19 | 24    |
| 12    | 10 a 14 | 16    |
| 32    | 5 a 9   | 36    |
| 28    | 0 a 4   | 20    |

## Economia
El 2007 la població en edat de treballar era de 514 persones, 401 eren actives i 113 eren inactives. De les 401 persones actives 377 estaven ocupades (213 homes i 164 dones) i 24 estaven aturades (12 homes i 12 dones). De les 113 persones inactives 54 estaven jubilades, 31 estaven estudiant i 28 estaven classificades com a «altres inactius».

### Ingressos
El 2009 a Saint-Firmin-des-Prés hi havia 316 unitats fiscals que integraven 806 persones, la mediana anual d'ingressos fiscals per persona era de 18.461,5 €.

### Activitats econòmiques
Dels 24 establiments que hi havia el 2007, 1 era d'una empresa de fabricació de material elèctric, 3 d'empreses de fabricació d'altres productes industrials, 3 d'empreses de construcció, 6 d'empreses de comerç i reparació d'automòbils, 1 d'una empresa de transport, 1 d'una empresa financera, 1 d'una empresa immobiliària, 4 d'empreses de serveis, 1 d'una entitat de l'administració pública i 3 d'empreses classificades com a «altres activitats de serveis».
Dels 5 establiments de servei als particulars que hi havia el 2009, 1 era un taller de reparació d'automòbils i de material agrícola, 1 autoescola, 1 paleta i 2 fusteries.
L'únic establiment comercial que hi havia el 2009 era una botiga d'electrodomèstics.
L'any 2000 a Saint-Firmin-des-Prés hi havia 7 explotacions agrícoles que ocupaven un total de 480 hectàrees.

## Equipaments sanitaris i escolars
El 2009 hi havia una escola elemental.

## Poblacions més properes
El següent diagrama mostra les poblacions més properes.